# São Pedro de France
São Pedro de France es una freguesia portuguesa del concelho de Viseu, con 18,64 km² de superficie y 1.451 habitantes (2001). Su densidad de población es de 77,8 hab/km².